# Wettstein család
A Westersheimbi Wettstein család Ausztriában és Magyarországon honos nemzetség, svájci gyökerekkel.

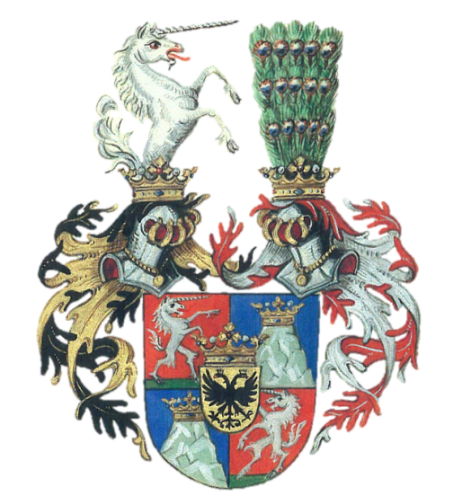
A Westersheimbi Wettstein család címere

## A család története

### Eredet
A család őse Ulrich – aki feltehetően egyike volt az 1305-ös Habsburg urbáriumban összeírt Rudolf Wettstein gyermekeinek - a mai Svájc Zürich kantonjának részét képező hajdani Kyburg grófságban tűnik fel 1331-ben. Az ottani Russikon-ból, illetve a hozzátartozó Madetswil-ből ered a család számos ága, melyek főleg Svájcban, de több más országban is virágzanak.
A leszármazók közül kiemelkedett Johann Rudolf Wettstein, Basel polgármestere, aki az 1648-as vesztfáliai békében - diplomáciai rátermettségének köszönhetően - elismertette Svájc de iure függetlenségét a Habsburg birodalomtól.

### A westersheimbi* ágazat
*   A 16-18. századi németnyelvű kancelláriai írásbeliségben a szóvég jelölésére az "m" helyén gyakran "mb"-t használtak, ami ebben a családi előnévben is rögzült. Beszédben a "b" nem ejtendő. Egyes ágak, illetve családtagok a "b"-t elhagyva használták a nevet.
Az ágazat őse, Jakob Wettstein, 1572-ben nyerte el a városi polgárjogot az Ulm melletti Günzburgban, mely akkor Elő-Ausztriához tartozott Habsburg igazgatás alatt. Ő és utódai különféle hivatalokat töltöttek be Habsburg szolgálatban. Jakob unokája Hans Jakob Wettstein (1628-1705) került elsőként kapcsolatba Magyarországgal, mint a Sopron megyei Szarvkő (Hornstein) uradalmának császári adminisztrátora az 1670-es években. Fia, Franz Leopold Wettstein, cs.k. udvari és hadi kancelláriai titkár, Savoyai Jenő seregében részt vett a felszabadító hadjáratokban. I. Lipót királytól nyert 1704. május 16-án Bécsben kelt magyar indigenátust, nobilis dominus a Westersheimb prédikátummal és címerbővítéssel, amit az I. József császár által Bécsben 1709. március 27-én adományozott szentbirodalmi lovagi rang követett, cum iure denominandi (az előnév családnévként való használati jogával).
Ferenc Lipót fia, Károly Eduárd, cs.k. kapitány, az osztrák örökösödési háború során Palermo ostrománál megsebesült, majd 1736-ban Sopronban telepedett le. Ott igazolt az 1754-55-ös nemesi összeírás során. Két fia, Ferenc, a temesvári helyőrség főhadnagya és Zsigmond, pozsonyi főharmincados Bécsben 1790. december 23-án nyert II. Lipót királytól magyar címereslevelet.
Ferenc fia Antal, nyugállományba helyezett cs.k. főhadnagyként csatlakozott az 1848–49-es szabadságharchoz, és mint honvéd százados esett osztrák hadifogságba.
Zsigmondnak három fia vitte tovább a családot: Károly, Zsigmond és József.
A Károly fiától leszármazók közül többen választották a katonai pályát; ők általában a lovagi címet is használták a nevük előtt. Ifjabb Zsigmondtól ered egy osztrák ágazat, mely több neves természettudóst adott, élükön Richard Wettstein-nel, a neves biológussal, a bécsi egyetem rektorával.
A harmadik fivér József 1809-ben az utolsó nemesi felkelés főhadnagya, majd kamarai provizor a Temesi Bánságban. Fia, Antal, kúriai bíró 1865-ben költözött Temesvárról Budára, az Országház utcai családi házba és szerzett birtokot 1885-ben a Pest megyei Galgamácsán, amely 1949-ig maradt a család kezén.  Antal öccse János 1849-ben 19 évesen hadnagy Bem seregében, majd – a Bécsi Politechnikum elvégzése után - a Délivasút Társaság mérnöke.
Antal fia Gyula, szintúgy kúriai bíró, vitte tovább ágazatát. Mindhárom fia cs. és kir. huszártisztként harcolt az I. világháborúban. Közülük a legidősebb, Wettstein János, diplomata, titkos tanácsos; öccse, András, a Hangya Szövetkezet ügyvezető igazgatója; Miklós pedig a Fanto Rt. vezérigazgatója. Miklós fia Wettstein János, okleveles építészmérnök, genealógus, a Máltai Lovagrend nagykeresztes tiszteleti lovagja.
A m.kir. belügyminiszter lovagi rangjukat, nemességüket és előnevüket az 1911., 1921., 1931. és 1933. években igazolta.

## Nevezetes családtagok
- Johann Rudolf Wettstein (1594-1666), svájci politikus
- Richard Wettstein von Westersheim (1863–1931), osztrák botanikus
- Friedrich (Fritz) Wettstein von Westersheim (1895–1945), osztrák botanikus
- Diter von Wettstein (1929-2017), dán biológus és genetikus
- Otto Wettstein von Westersheim (1892–1967), osztrák zoológus
- Westersheimbi Wettstein János (1887–1972), magyar diplomata